# Burggasse-Stadthalle (metropolitana di Vienna)
Burggasse-Stadthalle è una stazione della linea U6 della metropolitana di Vienna situata a cavallo tra il 7º e il 15º distretto (Rudolfsheim-Fünfhaus). 

## Storia
La stazione, come tutte quelle della Stadtbahn a vapore, fu progettata da Otto Wagner per conto della Commissione per le strutture di trasporto di Vienna, come tutte le stazioni della ferrovia urbana a vapore di Vienna. La sua costruzione fu completata nel dicembre 1897 e fu inaugurata il 1º giugno 1898 insieme alle altre stazioni della linea del Gürtel.
Il servizio della Stadtbahn a vapore terminò l'8 dicembre 1918 a causa della carenza di carbone e la stazione rimase chiusa fino al 1925, quanto la  Gürtellinie ritornò operativa nel contesto della nuova Stadtbahn elettrificata, che rimase in servizio in questa stazione fino al 1989, quando la linea venne riconvertita in metropolitana. Per questa riconversione, nel 1988 fu necessario invertire il senso di marcia su entrambi i binari.

## Descrizione
La stazione è quasi totalmente inglobata nell'edificio della Biblioteca centrale di Vienna. Le due banchine di accesso laterali ai binari presentano ancora le coperture trapezoidali originali che servivano da protezione dalle intemperie, conservate come bene di interesse architettonico. Le pareti delle banchine di accesso sono rivestite da blocchi di pietra sbozzata.
L'uscita storica, sul fronte nord della stazione, è collegata all'atrio di accesso tramite una scalinata. L'uscita meridionale, realizzata a partire dal 1977 e aperta al pubblico il 16 febbraio 1978, conduce a Urban-Loritz-Platz tramite scale e ascensori, con un secondo atrio di accesso moderno realizzato insieme alla biblioteca centrale negli anni 2000 e inaugurato il 7 aprile 2003.

## Ingressi
- Burggasse
- Gablenzgasse
- Urban-Loritz-Platz